# Lugnås-Ullervads pastorat
Lugnås-Ullervads pastorat är ett pastorat i Vadsbo kontrakt i Skara stift i Svenska kyrkan.
Pastoratskoden är 030909.
Pastoratet bildades 2010 och omfattar följande församlingar:
- Lugnås församling
- Ullervads församling